# Nuoto ai X Giochi del Mediterraneo
Il nuoto ai Giochi del Mediterraneo 1987 ha visto lo svolgimento di 29 gare, 15 maschili e 14 femminili.

## Medagliere
| Posizione | Paese      | Oro | Argento | Bronzo | Totale |
| --------- | ---------- | --- | ------- | ------ | ------ |
| 1         | Italia     | 24  | 13      | 8      | 45     |
| 2         | Francia    | 3   | 9       | 7      | 19     |
| 3         | Spagna     | 1   | 3       | 8      | 12     |
| 4         | Grecia     | 1   | 3       | 2      | 6      |
| 5         | Tunisia    | 0   | 1       | 0      | 1      |
| 6         | Jugoslavia | 0   | 0       | 4      | 4      |
| Totale    | Totale     | 29  | 29      | 29     | 87     |

## Podi

### Uomini
| Evento               | Oro                                                                            | Perform. | Argento                                                                     | Perform. | Bronzo                                                           | Perform. |
| Stile libero         |                                                                                |          |                                                                             |          |                                                                  |          |
| 100 m                | Giorgio Lamberti                                                               | 50”68    | Laurent Neuville                                                            | 51”70    | Fabrizio Rampazzo                                                | 52”48    |
| 200 m                | Giorgio Lamberti                                                               | 1'49”27  | Massimo Trevisan                                                            | 1'53”71  | Daniel Serra                                                     | 1'54”79  |
| 400 m                | Giorgio Lamberti                                                               | 3'56”13  | Massimo Trevisan                                                            | 3'59”35  | Igor Majcen                                                      | 4'01”26  |
| 1500 m               | Luca Pellegrini                                                                | 15'28”26 | Xavier Torrallardona                                                        | 16'01”75 | Jean-Yves Faure                                                  | 16'16”21 |
| Dorso                |                                                                                |          |                                                                             |          |                                                                  |          |
| 100 m                | Stefano Battistelli                                                            | 58”09    | Kharalambos Papanikolaou                                                    | 59”16    | Renaud Boucher                                                   | 59”47    |
| 200 m                | Stefano Battistelli                                                            | 2'03”37  | Kharalambos Papanikolaou                                                    | 2'06”34  | Luca Sacchi                                                      | 2'07”30  |
| Rana                 |                                                                                |          |                                                                             |          |                                                                  |          |
| 100 m                | Gianni Minervini                                                               | 1'02”26  | Lorenzo Carbonari                                                           | 1'03”87  | Sergio López                                                     | 1'05”16  |
| 200 m                | Sergio López                                                                   | 2'18”95  | Christophe Bourdon                                                          | 2'21”22  | Andrea Cecchi                                                    | 2'22”34  |
| Farfalla             |                                                                                |          |                                                                             |          |                                                                  |          |
| 100 m                | Fabrizio Rampazzo                                                              | 55"83    | José Luis Balleste                                                          | 56"00    | Tibor Rezmanj                                                    | 56"29    |
| 200 m                | Christophe Bordeau                                                             | 2'03”02  | José Luis Balleste                                                          | 2'03”63  | Marco Benedetti                                                  | 2'06”02  |
| Misti                |                                                                                |          |                                                                             |          |                                                                  |          |
| 200 m                | Lorenzo Benucci                                                                | 2'06”41  | Luca Sacchi                                                                 | 2'06”72  | Christophe Bordeau                                               | 2'07”99  |
| 400 m                | Stefano Battistelli                                                            | 4'25”59  | Christophe Bordeau                                                          | 4'28”67  | Kharalambos Papanikolaou                                         | 4'29”61  |
| Staffette            |                                                                                |          |                                                                             |          |                                                                  |          |
| 4x100 m stile libero | Francia                                                                        | 3'25”92  | Italia Giorgio Lamberti Lorenzo Benucci Valerio Giambalvo Fabrizio Rampazzo | 3'27”11  | Jugoslavia Nace Majcen Novak Šitic Cabafi                        | 3'32”63  |
| 4x200 m stile libero | Italia Giorgio Lamberti Fabrizio Rampazzo Massimo Trevisan Lorenzo Benucci     | 7'35”90  | Francia                                                                     | 7'36”48  | Spagna                                                           | 7'44”50  |
| 4x100 m misti        | Italia Stefano Battistelli Gianni Minervini Fabrizio Rampazzo Massimo Trevisan | 3'48”29  | Francia                                                                     | 3'53”23  | Spagna R. Castelló Sergio López Jose Luis Bàllester Daniel Serra | 3'53”73  |

### Donne
| Evento               | Oro                                                                    | Perform. | Argento            | Perform. | Bronzo                                                                 | Perform. |
| Stile libero         |                                                                        |          |                    |          |                                                                        |          |
| 100 m                | Silvia Persi                                                           | 57”32    | Senda Gharbi       | 58”37    | Jacqueline Delord                                                      | 58"44    |
| 200 m                | Tanya Vannini                                                          | 2'02”52  | Silvia Persi       | 2'03”12  | Cécile Prunier                                                         | 2'03”71  |
| 400 m                | Tanya Vannini                                                          | 4'16”49  | Claire Supiot      | 4'20”59  | Francesca Cambrini                                                     | 4'21”57  |
| 800 m                | Tanya Vannini                                                          | 8'44”68  | Manuela Melchiorri | 9'00”00  | Claire Supiot                                                          | 9'05”77  |
| Dorso                |                                                                        |          |                    |          |                                                                        |          |
| 100 m                | Manuela Carosi                                                         | 1'03”68  | Lorenza Vigarani   | 1'03”74  | Natalia Autric                                                         | 1'06”27  |
| 200 m                | Lorenza Vigarani                                                       | 2'15”17  | Laura Savarino     | 2'21”99  | Tanja Godina                                                           | 2'22”88  |
| Rana                 |                                                                        |          |                    |          |                                                                        |          |
| 100 m                | Manuela Dalla Valle                                                    | 1'10”97  | Virginie Bojaryn   | 1'12”97  | Rossella Pescatori                                                     | 1'13”17  |
| 200 m                | Manuela Dalla Valle                                                    | 2'33”21  | Annalisa Nisiro    | 2'33”62  | Virginie Bojaryn                                                       | 2'34”72  |
| Farfalla             |                                                                        |          |                    |          |                                                                        |          |
| 100 m                | Jacqueline Delord                                                      | 1'02”31  | Ilaria Tocchini    | 1'02”75  | Emanuela Viola                                                         | 1'03”51  |
| 200 m                | Elli Roussaki                                                          | 2'15”65  | Elsa Nikolaidou    | 2'17”23  | Emanuela Fiano                                                         | 2'18”22  |
| Misti                |                                                                        |          |                    |          |                                                                        |          |
| 200 m                | Roberta Felotti                                                        | 2'19”60  | Ilaria Tocchini    | 2'22”24  | Jacqueline Delord                                                      | 2'22”38  |
| 400 m                | Roberta Felotti                                                        | 4'55”71  | Monica Pavanello   | 4'57”80  | Elli Roussaki                                                          | 5'04”50  |
| Staffette            |                                                                        |          |                    |          |                                                                        |          |
| 4x100 m stile libero | Italia Silvia Persi Orietta Patron Manuela Dalla Valle Tanya Vannini   | 3'52”92  | Francia            | 3'54”44  | Spagna Alicia Cordero Inma Tarragó Eva Basullas Natalia Autric         | 4'00”34  |
| 4x100 m misti        | Italia Manuela Carosi Manuela Dalla Valle Ilaria Tocchini Silvia Persi | 4'16”05  | Francia            | 4'22”60  | Spagna Natalia Autric Silvia Parera Maria Luisa fernández Inma Tarragó | 4'27”22  |